# 歷史主義 (藝術)

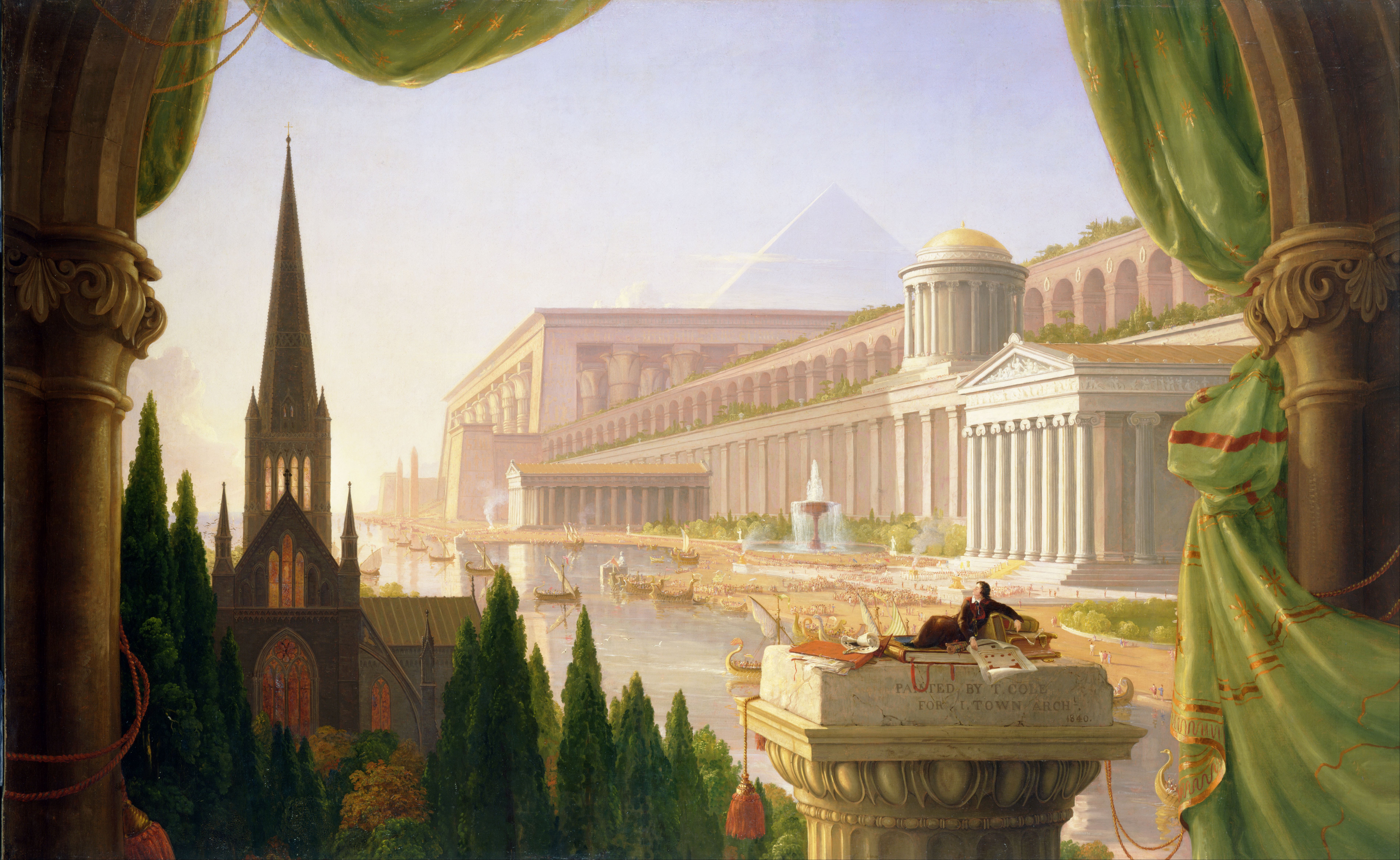
托馬斯·科爾的繪畫《建築師的夢想》，1840年

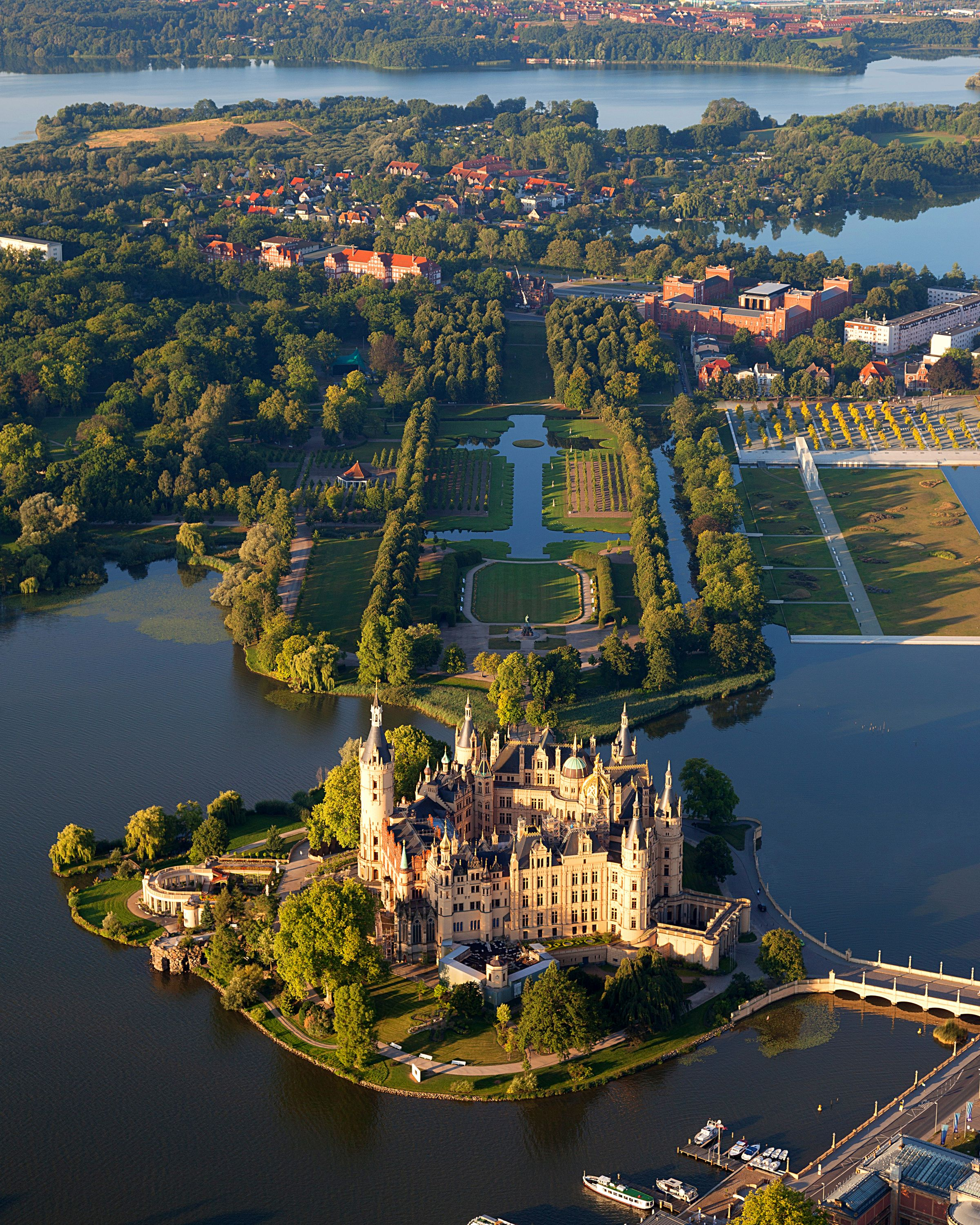
德國歷史主義的典型例子，融合了人們對中世紀城堡想像的現代化城堡

历史主义（德語：Historismus) 是一種常見的建築風格，此類建築的外觀會模仿古代建築，或者從古代建築中吸取靈感。复兴式建筑就是一種歷史主義建築。